# ダイヤモンド・ダスト
「ダイヤモンド・ダスト」は、1999年10月27日に発売された氷室京介の18枚目のシングル。

## 解説
- 「NATIVE STRANGER」以来のオリコントップ3入りと「SQUALL」以来の30万枚越えを記録した。フジテレビ系ドラマ「氷の世界」主題歌。2012年にセガから発売されたゲーム『龍が如く5 夢、叶えし者』においてもエンディングテーマとして用いられている。
- 前作はマキシシングルとしてリリースされたが、今作は通常通り8cmシングルとして販売された。氷室の作品では最後の8cm形態のシングルであり、2000年6月28日にはそれまでのポリドール時代の楽曲と同時に早くもマキシシングルとして再発された。

## 収録曲
全曲 作詞：森雪之丞 / 作曲：氷室京介
1. ダイヤモンド・ダスト
  - 編曲：P.Buckmaster

収録アルバムによっては「Diamond Dust」と表記されることもある。大黒摩季が2006年にコンピレーションアルバム『Words of 雪之丞』でカバーしている。
2. Silent Blue
  - 編曲：氷室京介、K. Bullard

本作品ではシングルバージョンが収録されている（こちらのバージョンは、オリジナルアルバム未収録である）。
3. ダイヤモンド・ダスト Instrumental

## 収録アルバム
ダイヤモンド・ダスト
- MELLOW(album mix)
- Ballad〜La Pluie
- YOU〜love ballad best
- Vitamins 〜for your heart〜
- Case of HIMURO(album mix)
- 20th Anniversary ALL SINGLES COMPLETE BEST JUST MOVIN' ON 〜ALL THE-S-HIT〜
- KYOSUKE HIMURO 25th Anniversary BEST ALBUM GREATEST ANTHOLOGY
- L'EPILOGUE

Silent Blue
- MELLOW(album mix)
- Case of HIMURO(album mix)
- L'EPILOGUE

## ライブ映像作品
ダイヤモンド・ダスト
- SOUL STANDING BY〜
- 20th ANNIVERSARY TOUR 2008 JUST MOVIN' ON -MORAL〜PRESENT-
- 20th Anniversary TOUR 2008 JUST MOVIN' ON -MORAL〜PRESENT- Special Live at the BUDOKAN
- KYOSUKE HIMURO LAST GIGS　(初回BOX限定盤のみ)

Silent Blue
- KYOSUKE HIMURO TOUR2003 "HIGHER THAN HEAVEN"AT YOYOGI NATIONAL STADIUM
- KYOSUKE HIMURO TOUR2010-11 BORDERLESS 50×50 ROCK'N'ROLL SUICIDE
- KYOSUKE HIMURO TOUR2010-11 BORDERLESS 50×50 ROCK'N'ROLL SUICIDE at BUDOKAN